# Roa (Norwegen)
Roa ist Ortschaft in der norwegischen Kommune Lunner, Provinz (Fylke) Akershus. Der Ort ist das Verwaltungszentrum von Lunner und liegt etwa 55 km nördlich von Oslo. Roa hat 978 Einwohner (Stand: 1. Januar 2024).

## Verkehr
Roa liegt an der Kreuzung der Europastraße 16 mit dem Riksvei 4. Bis 1985 stellte der Bahnhof in Roa einen wichtigen Eisenbahnknotenpunkt dar, da er auf der Route der Bergensbanen von Hønefoss nach Bergen lag. Der Bahnhof wird weiter von der Gjøvikbanen, die von Oslo nach Gjøvik verkehrt, angefahren.